# Biars-sur-Cère
Biars-sur-Cère ist eine französische Gemeinde mit 1968 Einwohnern (Stand 1. Januar 2022) im Département Lot in der Region Okzitanien (zuvor Midi-Pyrénées). Sie gehört zum Arrondissement Figeac und zum Kanton Cère et Ségala. Die Einwohner werden Biarnais genannt.

## Geographie
Biars-sur-Cère befindet sich ganz im Norden des Départements Lot, direkt an der Grenze zum benachbarten Département Corrèze. Die Gemeinde liegt in dem Gebiet der Flusstäler von Cère und Dordogne und umfasst eine Fläche von 363 Hektar. Durch Biars-sur-Cère verläuft auch die ehemalige Route nationale 140. Nachbargemeinden sind Gagnac-sur-Cère im Norden und Osten, Glanes im Südosten, Bretenoux im Süden und Westen sowie Girac im Nordwesten.

## Bevölkerungsentwicklung
| Jahr      | 1962 | 1968 | 1975 | 1982 | 1990 | 1999 | 2006 | 2018 |
| Einwohner | 1037 | 1273 | 1758 | 1954 | 2023 | 1983 | 2003 | 2090 |

## Wirtschaft
Biars-sur-Cère ist vor allem durch die Andros Gruppe bekannt, welche hier ihren Firmensitz hat und auch Konfitüren der Marke Bonne Maman produziert. Insgesamt beschäftigt Andros etwa 830 Angestellte in Biars-sur-Cère.